# Liste des épisodes de .hack//SIGN
 (avril 2025).
Motif : Article à priori non admissible. Sujet principal admissible. Article type BDD. Suggestion : fusion des données dans l'article principal parent
- Archive Wikiwix
- Bing
- Cairn
- DuckDuckGo
- E. Universalis
- Gallica
- Google
- G. Books
- G. News
- G. Scholar
- Persée
- Qwant
- (zh) Baidu
- (ru) Yandex
- (wd) trouver des œuvres sur Wikidata

| 1. | Préciser le motif de la pose du bandeau. | Précisez le motif de la pose du bandeau en utilisant la syntaxe suivante : {{admissibilité à vérifier\|date=avril 2025\|motif=remplacez ce texte par le motif}}                                        |
| 2. | Informer les utilisateurs concernés.     | Pensez à avertir le créateur de l'article, par exemple, en insérant le code ci-dessous sur sa page de discussion : {{subst:avertissement admissibilité à vérifier\|Liste des épisodes de .hack//SIGN}} |

Cet article présente le guide des épisodes de la série télévisée .hack//SIGN.
| No | Titre français                                                                                         | Titre japonais                       | Titre japonais                           | Date de 1re diffusion |
| No | Titre français                                                                                         | Kanji                                | Rōmaji                                   | Date de 1re diffusion |
| --- | --- | ------------------------------------ | ---------------------------------------- | --------------------- |
| 1 | Jeu de rôle                                                                                            | Role Play ロールプレイ               | Rōrupurei                                | 4 avril 2002          |
| Tsukasa se réveille dans The World, apparemment un peu perdu. D'autres joueurs, notamment Mimiru et Bear, tentent de se lier d'amitié avec lui, mais il reste très distant et demande à être laissé tranquille. Il semblerait en fait que Tsukasa ne puisse pas se déconnecter du jeu…                                                                                                 | |                                      |                                          |                       |
| 2 | L'ange gardien                                                                                         | Guardian ガーディアン                | Gādian                                   | 11 avril 2002         |
| Bear et Mimiru tente d'entrer en contact avec Tsukasa, mais celui-ci feint de les ignorer. L'impossibilité pour Tsukasa à se déconnecter susciterait l'attention des autres joueurs et notamment des Chevaliers Rouges, une guilde influente. | |                                      |                                          |                       |
| 3 | Folklore                                                                                               | Folklore 伝承                        | Denshō                                   | 18 avril 2002         |
| Intrigués par Tsukasa, Bear et Mimiru décident de l'aider et de découvrir pourquoi il ne parvient pas à se déconnecter. Tsukasa semble être au centre de toute une série d'événements qui perturbent The World et qui tournent autour d'un objet légendaire, la « Clef du Crépuscule »…                                                                                                | |                                      |                                          |                       |
| 4 | Avis de recherche                                                                                      | Wanted 指名手配                      | Shimei tehai                             | 24 avril 2002         |
| Subaru apprend à Bear que Tsukasa ne s'est plus déconnecté de The World depuis plus de dix jours, et Mimiru s'inquiète de plus en plus pour cet étrange joueur. De son côté, Bear a fait des recherches et pense avoir identifié la personne du monde réel qui se cache derrière Tsukasa…                                                                                              | |                                      |                                          |                       |
| 5 | La capture                                                                                             | Captured 虜囚                        | Ryoshū                                   | 1er mai 2002          |
| Tsukasa pense pouvoir contrôler son monstre, mais il est vite détrompé lorsque celui-ci élimine d'autres joueurs. Subaru comprend qu'elle doit faire quelque chose. À fin de l'arrêter Ginkan décide, sans la consulter, de lui tendre un piège avec la complicité de Sora et BT… | |                                      |                                          |                       |
| 6 | La rencontre                                                                                           | Encounter エンカウント               | Enkaunto                                 | 8 mai 2002            |
| Tsukasa a été capturé par les Chevaliers Rouges et il est maintenant enfermé dans une caverne instanciée. Subaru lui rend visite afin de l'interroger. Mais alors qu'elle commence à discuter avec lui, Sora fait irruption dans la prison et élimine tous les gardes : il vient pour libérer Tsukasa…                                                                                 | |                                      |                                          |                       |
| 7 | Raison                                                                                                 | Reason 理由                          | Riyū                                     | 15 mai 2002           |
| Mimiru ne peut s'empêcher de s'inquiéter pour Tsukasa, mais elle ne sait pas ce qu'elle doit faire. Alors qu'elle se demande si elle ne devrait tout simplement pas laisser tomber, elle fait la connaissance d'une joueuse débutante qui se fait appeler A-20 et souhaite faire équipe avec elle…                                                                                     | |                                      |                                          |                       |
| 8 | La promesse                                                                                            | Promise 約束                         | Yakusoku                                 | 22 mai 2002           |
| Plutôt que de courir après Tsukasa, Mimiru conclut qu'il est plus sage d'attendre qu'il vienne vers elle. Pendant ce temps, Bear essaie d'en apprendre plus sur le joueur dans le monde réel, tandis que BT décide de former une alliance avec Crim afin de récolter des renseignements sur la Clef du Crépuscule…                                                                     | |                                      |                                          |                       |
| 9 | Épitaphe                                                                                               | Epitaph エピタフ                     | Epitafu                                  | 29 mai 2002           |
| Alors que les autres continuent de réunir des renseignements sur la Clef du Crépuscule, Tsukasa fait la connaissance d'une joueuse qui lui demande de veiller sur son Grunty pendant quelques jours. Mais l'animal tombe malade et Tsukasa va tout faire pour tenter de le sauver… | |                                      |                                          |                       |
| 10 | La compensation                                                                                        | Compensation 代償行為                | Daishō kōi                               | 5 juin 2002           |
| Alors que Tsukasa attend Mimiru, il aperçoit Bear et se retrouve à converser avec lui, mais ce dernier dit quelque chose qui le blesse et le fait partir. Après son départ, Bear ne peut s'empêcher de se sentir coupable et de s'interroger sur sa façon de se comporter dans The World. Essaye-t-il d'accomplir dans le jeu ce qu'il ne peut accomplir dans la vie réelle ?          | |                                      |                                          |                       |
| 11 | Le défi                                                                                                | Party パーティー                     | Pātī                                     | 12 juin 2002          |
| Mimiru et Bear ont donné rendez-vous à Tsukasa pour participer en groupe à une chasse au trésor spéciale. Au cours de cette activité, nos amis vont apprendre à se connaître un peu plus et l'on découvre un nouvel aspect de Tsukasa… | |                                      |                                          |                       |
| 12 | Enchevêtrement                                                                                         | Entanglement 錯綜                    | Sakusō                                   | 19 juin 2002          |
| Bear pense qu'il a découvert la véritable identité de Tsukasa ; il s'agirait d'une jeune fille plongée dans le coma. De leur côté, Crim et BT sont toujours décidés à trouver la Clef du Crépuscule, et BT tente de persuader Crim de demander l'aide de Subaru et des Chevaliers Rouges…                                                                                              | |                                      |                                          |                       |
| 13 | L'œil du crépuscule                                                                                    | Twilight Eye 黄昏の眼                | Tasogare no me                           | 26 juin 2002          |
| Bear a décidé lui aussi de partir à la recherche de la Clef du Crépuscule car il pense que cet objet est lié au fait que Tsukasa ne puisse se déconnecter du jeu. Il reçoit l'aide d'un mystérieux personnage. De son côté, BT a découvert le lieu de « l’Œil du Crépuscule », qui mènerait à la clef…                                                                                 | |                                      |                                          |                       |
| 14 | Le château                                                                                             | Castle 逆城都市                      | Gyaku jōtoshi                            | 3 juillet 2002        |
| Crim et BT arrivent dans un mystérieux château caché et se mettent à la recherche de la clef, poursuivis par Sora. De leur côté, grâce au code qu'Helba leur a donné, Bear, Tsukasa et Mimiru arrivent au château également. Mais des pièges se dressent sur leur route et une atmosphère maléfique semble planer sur l'endroit…                                                       | |                                      |                                          |                       |
| Spécial (récapitulatif) 15 (informel) | La preuve                                                                                              | Evidence 証                          | Akashi                                   | 10 juillet 2002       |
| Cet épisode est récapitulatif des 14 premiers épisodes. Sur les DVD sortis chez Beez, l'épisode se retrouve sur le dernier DVD et il est renuméroté en épisode "27". Toute la numérotation des épisodes sur les DVD de Beez est donc décalée à partir de l'épisode 16 (puisqu'il manque le 15, le 15 sur les DVD est en vrai l'épisode 16, le 16 est le 17, etc.).                     | |                                      |                                          |                       |
| 15 16 (informel) | Abysse                                                                                                 | Depth 深淵                           | Shinen                                   | 17 juillet 2002       |
| À la suite de leurs aventures dans le château mystérieux, Bear et Mimiru sont revenus dans le monde réel. Mais Mimiru s'inquiète pour Tsukasa, qui semble avoir disparu. Elle se demande ce qui va arriver si jamais il meurt dans ce monde virtuel, dans lequel il peut malgré lui sentir la douleur…                                                                                 | |                                      |                                          |                       |
| 16 17 (informel) | Le conflit                                                                                             | Conflict コンフリクト                | Konfurikuto                              | 24 juillet 2002       |
| Tsukasa est de retour dans The World, mais il semble ne plus être que l'ombre de lui-même. Si les données du personnage sont toujours bien là, tous ses souvenirs personnels semblent avoir disparu… De son côté, BT souhaiterait rencontrer Crim en dehors de The World. Mais celui-ci refuse…                                                                                        | |                                      |                                          |                       |
| 17 18 (informel) | La déclaration                                                                                         | Declaration 宣言                     | Sengen                                   | 31 juillet 2002       |
| Alors que Subaru essaie toujours d'aider Tsukasa, elle se retrouve avec un difficile problème sur les bras. En effet, Ginkan prend de plus en plus d'initiatives personnelles. Subaru a appris qu'il a même envoyé une demande directement à l'administrateur système sans lui en parler. Le conflit semble inévitable…                                                                | |                                      |                                          |                       |
| 18 19 (informel) | Souvenir                                                                                               | Recollection 追憶                    | Tsuioku                                  | 7 août 2002           |
| Subaru se résout à dissoudre le groupe des Chevaliers Rouges. Alors qu'elle erre maintenant un peu désemparée, elle se rappelle sa première rencontre avec Crim à la suite d'un désaccord avec Ginkan… | |                                      |                                          |                       |
| 19 20 (informel) | Tempête                                                                                                | Tempest 嵐                           | Arashi                                   | 14 août 2002          |
| Toujours à la recherche de la Clef du Crépuscule, Sora et BT s'assurent l'aide de Ginkan. De son côté, Subaru s'attache de plus en plus à Tsukasa. Ce dernier lui propose de lui montrer son endroit secret. Mais lorsqu'ils arrivent sur les lieux, la fillette endormie a disparu et l'entité qui jusque-là protégeait Tsukasa semble furieuse.                                      | |                                      |                                          |                       |
| 20 21 (informel) | Désespoir                                                                                              | Despair 絶望                         | Zetsubō                                  | 21 août 2002          |
| Malgré ses nombreuses recherches, Subaru n'est toujours pas parvenue à retrouver Tsukasa. Son seul espoir maintenant est que quelqu'un connaisse le fameux endroit secret. De son côté, Bear a découvert l'identité de l'homme qu'ils ont vu dans le mystérieux château : il s'agit de Harold Hoerwick, le créateur de The World. Bear demande alors l'aide d'Helba pour le retrouver. | |                                      |                                          |                       |
| 21 22 (informel) | Le fantôme                                                                                             | Phantom 幽霊                         | Yūrē                                     | 28 août 2002          |
| Grâce aux incitations d'Helba et en dépit des pièges dressé sur leur route, Bear, Mimiru et Subaru parviennent à retrouver l'incarnation d'Harold Huick. Celui-ci leur parle alors de son secret. Mais la mystérieuse entité qui se servait de Tsukasa semble déterminée à garder ses informations secrètes…                                                                           | |                                      |                                          |                       |
| 22 23 (informel) | La veille                                                                                              | The Eve 前夜                         | Zenyasai                                 | 4 septembre 2002      |
| Helba a adressé un message aux différents joueurs et leur donne rendez-vous ensemble. Tout le monde répond à l'appel, à l'exception de Sora, qui veut faire cavalier seul, et de Tsukasa, encore traumatisé par l’expérience qu'il vient de subir. Parviendra-t-il à trouver en lui le courage de retrouver ses compagnons ?                                                           | |                                      |                                          |                       |
| 23 24 (informel) | Le cyber-sanctuaire                                                                                    | Net Slum ネットスラム                | Netto Suramu                             | 11 septembre 2002     |
| Après avoir franchi la porte d'Helba, notre petit groupe finalement rejoint par Tsukasa, se retrouve dans un monde étrange, dans lequel flottent des répliques multicolores de Tsukasa. C'est à ce moment qu'apparaît Helba : elle explique aux joueurs qu'ils se trouvent dans le Cyber-sanctuaire, l'endroit où sont conservées les données effacées de The World…                   | |                                      |                                          |                       |
| 24 25 (informel) | Catastrophe                                                                                            | Catastrophe カタストロフ             | Katasutorofu                             | 18 septembre 2002     |
| Tsukasa sent monter la colère de l'entité et persuade le groupe de quitter le Cyber-sanctuaire au plus vite. Mais l'entité n'en a pas fini avec eux et envoie un monstre les éliminer. Les joueurs parviennent à s'en débarrasser en unissant leurs forces, mais à peine a-t-il disparu que trois autres monstres prennent sa place.                                                   | |                                      |                                          |                       |
| 25 26 (informel) | Le retour                                                                                              | Return 帰還                          | Kikan                                    | 25 septembre 2002     |
| Tsukasa, Subaru et Mimiru atterrissent dans un endroit inconnu, séparés les uns des autres. Parviendront-ils à se retrouver malgré les pièges que l'entité sème sur leur chemin, et pourront-ils enfin rejoindre le monde réel ? | |                                      |                                          |                       |
| Spécial (OAV) 27 (informel) | Intermède (OAV .hack//Intermezzo) .hack//SIGN Episode 27 .hack//Another Story .hack//SIGN : Bangai-hen | Intermezzo 間奏曲 .hack//SIGN 番外編 | Kansō kyoku Dotto Hakku Sain: bangai-hen | 28 mars 2003          |
| Mimiru a invité Bear à participer à un événement spécial dans un donjon qui possède des règles particulières : les monstres y apparaissent de façon tout à fait aléatoire et sans rapport avec le niveau du jeu. Mimiru parle alors à Bear d'un personnage qui était devenu si puissant qu'il pouvait terrasser les monstres les plus redoutables d'un seul coup…                      | |                                      |                                          |                       |
| 28 Spécial (OAV) | En chœur (OAV .hack//Unison)                                                                           | Unison ユニゾン                      | Yunizon                                  | 24 octobre 2003       |
| Tous les joueurs se retrouvent dans The World à l'invitation d'Helba pour célébrer leur victoire sur l'entité mystérieuse et le retour à la normale de l'univers du jeu… | |                                      |                                          |                       |
| Spécial (OAV) 29 (informel) | GIFT (OAV .hack//GIFT)                                                                                 |                                      | GIFT                                     | 16 novembre 2003      |
| Cet épisode à la construction originale revisite certains des événements importants de la série et met plus spécifiquement en avant Tsukasa et Subaru. Dans l'édition DVD sortie chez Beez, l'OAV se trouve en bonus sur le DVD de .hack//Liminality Vol 4 (il se trouve aussi sur le DVD de .hack//Liminality Vol 4 donné avec le jeu PlayStation 2 .hack//Quarantine)                | |                                      |                                          |                       |